# Concrete Mathematics: A Foundation for Computer Science
Concrete Mathematics: A Foundation for Computer Science, escrito por Ronald L. Graham, Donald Ervin Knuth, and Oren Patashnik, é um livro-texto que busca introduzir o rigor matemático tendo como objetivo criar um forte base, em especial voltado para disciplinas de ciência da computação.
Tal com descrita pelos autores em seu prefácio, o livro trata-se de um "compêndio entre a CONtinua e a disCRETA matemática". Além disso, o título realiza uma contraposição à dita matemática abstrata, a qual os autores dizem estar eliminando um importante aspecto prático do currículo universitário.'